# 18086 Emilykraft
18086 Emilykraft este un asteroid din centura principală de asteroizi.

## Descriere
18086 Emilykraft este un asteroid din centura principală de asteroizi. A fost descoperit pe 6 mai 2000 la Socorro, New Mexico, în cadrul proiectului LINEAR. Asteroidul prezintă o orbită caracterizată de o semiaxă mare de 3,05 ua, o excentricitate de 0,13 și o înclinație de 3,1° în raport cu ecliptica.